# Héctor Fabián Ramírez
Héctor Fabián Ramírez Pinillo (Cali, Colombia; 26 de junio de 1982), futbolista colombiano. Juega de delantero, su último club fue Llaneros FC.

## Clubes
| Club                 | País      | Año         |
| -------------------- | --------- | ----------- |
| Cortuluá             | Colombia  | 2004        |
| Monagas SC           | Venezuela | 2004        |
| Delfín Sporting Club | Ecuador   | 2005        |
| Deportivo Quevedo    | Ecuador   | 2006        |
| Deportivo Armenio    | Argentina | 2007 - 2008 |
| Cortuluá             | Colombia  | 2008        |
| Inti Gas             | Perú      | 2009        |
| Sport Huancayo       | Perú      | 2010        |
| Cortuluá             | Colombia  | 2012        |
| Halcones F.C.        | Guatemala | 2012 - 2013 |
| Alfonso Ugarte       | Perú      | 2013        |
| Llaneros FC          | Colombia  | 2014        |